# (19914) Klagenfurt
(19914) Klagenfurt – planetoida z pasa głównego asteroid okrążająca Słońce w ciągu 3,76 lat w średniej odległości 2,42 j.a. Została odkryta 27 października 1973 roku przez Freimuta Börngena. Przed nadaniem nazwy planetoida nosiła oznaczenie tymczasowe (19914) 1973 UK5.